# 夏祖相
夏祖相（1958年9月—），男，汉族，重庆江津人，中华人民共和国政治人物，曾任重庆市人大常委会副主任、党组成员，重庆市总工会主席。
2018年10月25日，中华全国总工会第十七届执行委员会召开第一次全体会议，选举全总十七届执委会主席、副主席和主席团委员，他当选为全总主席团委员。